# Hronsek
Hronsek és un poble i municipi d'Eslovàquia que es troba a la regió de Banská Bystrica.

## Història
La primera menció escrita de la vila es remunta al 1250.

## Demografia
| Godina             | 1994 | 2004    | 2014   | 2024   |
| ------------------ | ---- | ------- | ------ | ------ |
| Nombre de persones | 532  | 606     | 661    | 662    |
| Diferència         |      | +13,90% | +9,07% | +0,15% |

| Godina             | 2023 | 2024   |
| ------------------ | ---- | ------ |
| Nombre de persones | 655  | 662    |
| Diferència         |      | +1,06% |